# Miss Major Griffin-Gracy
Miss Major Griffin-Gracy, communément appelée Miss Major, est une militante trans américaine et une leader communautaire pour les droits des trans, avec une attention particulière portée aux femmes de couleur. 
Elle dirige le Transgender GenderVariant Intersex Justice Project, dont l'objectif est de soutenir les personnes trans que l'on estime incarcérées de façon disproportionnée dans les systèmes pénitentiaires,.Griffin-Gracy a milité pour de nombreuses causes tout le long de sa vie, et a participé, en 1969, aux Émeutes de Stonewall, à New York.

## Biographie

### Jeunesse
Griffin-Gracy est née dans les Quartiers sud de Chicago le 25 octobre 1940, et a été déterminée garçon à la naissance. Elle a participé à des bals de Drag queen et de Drag king durant sa jeunesse. Elle décrit son expérience à Chicago dans une interview de 1998. Elle pense aussi, qu'à l'époque, ses amis et elle n'avaient pas conscience qu'elles et ils questionnaient le genre assigné à leur naissance, et note que la majorité de la terminologie contemporaine concernant les identités de genre n'existait pas. Elle rapporte qu'elle a fait son coming out trans adolescente, à la fin des années 1950.

### Militantisme

#### New York
Griffin-Gracy déménage de Chicago à New York. Alors que certains commerces, y compris des bars gay, refusaient l'entrée aux femmes trans,, elle fréquente la communauté LGBT au Stonewall Inn, un bar du Greenwich Village. Elle se rappelle : « Nous pouvions aller au Stonewall, et tout allait bien, nous n'avions pas à nous justifier ».
En 1969, Griffin-Gracy se trouvait au Stonewall Inn avec une petite amie lorsque la police y fit une descente, ce qui marqua le début des émeutes de Stonewall. Griffin-Gracy fut une meneuse lors des émeutes, mais fut frappée à la tête par un officier de police  et fut mise en garde à vue. Elle a rapporté qu'en prison, un agent de correction brisa sa mâchoire. En 1973, elle se rendit, avec sa camarade militante et femme trans Sylvia Rivera, à un rassemblement gay à Central Park, où les participants ont hué Rivera et l'ont forcée à quitter l'estrade.
Elle fut condamnée à cinq ans d'emprisonnement à l'établissement correction Clinton de Dannemora, où elle a rencontré Frank « Big Black » Smith, qui avait participé aux émeutes d'Attica de 1971. Elle a été libérée de Dannemora en 1974.

#### Californie
Griffin-Gracy a déménagé à San Diego, en 1978, et a organisé des efforts de la communauté et des mouvements populaire. Elle a d'abord commencé à travailler dans une banque alimentaire, et plus tard a fourni des services directs pour les femmes trans sans-abri ou qui ont été incarcérées, souffrant de toxicomanie. Alors à San Diego, l'épidémie de SIDA a frappé les États-Unis. Griffin-Gracy s'est retrouvée à fournir des services de santé supplémentaire et à organiser plusieurs funérailles chaque semaine. Elle a ensuite déménagé dans la Baie de San Francisco dans les années 1990, où elle a travaillé dans de multiples organismes VIH/SIDA, dont le Tenderloin AIDS Resource Center,.
En 2003, elle a commencé à travailler au Transgender GenderVariant Intersex Justice Project (TGIJP), peu de temps après qu'il a été fondé par Alex Lee, bien que parfois, elle en soit considérée la fondatrice. Elle est la directrice exécutive du projet et dirige les efforts visant à soutenir les femmes transgenres qui ont été emprisonnées, en particulier les femmes de couleur. 

## Pensée
Griffin-Gracy considère le fait d'être transgenre ou genderqueer comme le fait de « vivre en dehors de la loi » en raison du rejet par le grand public, en particulier dans la recherche d'emploi ou dans les possibilités d'éducation. Elle a également fait valoir que, bien que beaucoup de personnes transcendes ou aux identités queer ne soient pas emprisonnées, leurs identités et leurs moyens d'expression sont contrôlés par le comportement social et les politiques de l'état. Elle cite souvent le système pénitentiaire comme un des principaux facteurs d'incarcération des personnes transgenres, plus particulièrement des personnes de couleur et des personnes à faible revenu.
Elle a discuté de la nécessité du militantisme pour les personnes transcendes en raison des histoires de discrimination. Dans les années 1970, une amie nommée Puppy, une femme trans et travailleuse du sexe portoricaine, a été retrouvée morte dans son appartement,. Griffin-Gracy jugeait qu'il y avait des preuves de meurtre, mais les autorités conclurent à un suicide. Elle décrit l'événement et son impact sur elle dans une interview[Laquelle ?].
Griffin-Gracy a souvent critiqué le mouvement LGBT en raison de l'exclusion des personnes trans de la participation au mouvement et des postes de direction, notamment celles de la couleur, à faible revenu, ou qui ont déjà été emprisonnées,,.

## Documentaire
Un documentaire intitulé Major! sorti en 2016 dépeint le rôle de Griffin-Gracy comme militante et mentor de la communauté transgenre, depuis les années 1960.